# 江ノ島プリズム
『江ノ島プリズム』（えのしまプリズム）は、2013年の日本映画。

## あらすじ
修太（福士蒼汰）は幼馴染の親友だった朔（野村周平）の三回忌にきていた。朔の母親に案内され当時のままである朔の部屋に足を踏み入れる。朔の母親にコーヒーを入れてもらい、自分たちの小学校時代をふっと思い出す。朔の母親は修太に「朔の親友だったことを忘れないでほしい」と言い、形見代わりに朔の遺品をなにか持って帰って欲しいと伝える。修太は机にあった「君もタイムトラベラー」という本を手に取る。中には、水色の腕時計が入っていた。腕時計をはめ、自分の行きたい時代を頭に浮かべながら目をつぶり右手をにぎるとタイムトラベルできるという。修太は半信半疑のまま江ノ電に乗り、書いてある通り試してみる。電車がトンネルを抜けると目の前には亡くなったはずの朔が座って読書をしている。「なんだその恰好・・」朔が修太に話しかける。2年前の朔が死ぬ前日にもどってきていたのだ。電車を降り、修太が「俺、未来から戻ってきたんだ」というと朔は「それはすごいな」と言って相手にしない。ふたりで学校にいくとそこにはミチル（本田翼）の姿が。「久しぶりだな」修太がそう言うと「昨日会ったばかりじゃん」とミチルは返す。修太はここで本当にタイムトラベルしたと知る。3人は一緒に体育館の掃除をし記念の写真を撮り、理科室に向かう。そこでミチルがプリズムを発見し、窓辺に飾る事にする。その様子を外から見ていた修太の部活仲間が修太めがけてバスケットボールを投げた。修太はその瞬間どこかへ消えてしまった。朝、目が覚めると、現在の時間に戻ってしまったのだ。
もう一度朔の家に行き腕時計を取りに行き、同じことをするとまた2年前に戻った。今度はオカルト研究部に捕まり、松戸先生に催眠術をかけられそうになったが、先生自身が催眠術にかかって眠ってしまった。その時に時間が止まり、タイムプリズナーと名乗る少女・今日子が現れた。今日子が修太に警告や助言をする。そして、修太が何度も過去に戻って、過去を変えることに成功したが、今日子の警告通り、朔とミチルから修太に関する記憶を全てなくした。遅れて修太も朔とミチルに関する記憶を全てなくした。

## キャスト
- 城ヶ崎修太 - 福士蒼汰： 浪人生。ミチルが何も言わずに留学したことを気にしていた。朔の部屋にあった水色の腕時計で2年前に何度も戻り、過去を変える。
- 木島朔 - 野村周平： 修太の幼馴染の親友。生まれつき病弱で重い心臓病を患っており2年前に急逝。2年前にミチルから修太に渡すように頼まれていた手紙を預かっており、渡せずにいたが修太が過去を変えたことで手紙を修太に渡すことができた。
- 安藤ミチル - 本田翼： 修太の幼馴染。英国留学中。
- 今日子 - 未来穂香： 学校の地縛霊とされる少女。タイムプリズナーで、修太に様々な警告や助言をする。16歳で時が止まっており、戦前からこの学校にいるという。時空を超えたことがある人にしか今日子を見ることができない。
- 松戸先生 - 吉田羊： 理科教師。オカルト研究会顧問。2年前に戻った修太に催眠をかけようとしたが、自身がかかってしまった。
- 木島芳恵 - 赤間麻里子： 朔の母親。
- 城ヶ崎仁美 - 西田尚美： 修太の母親。

## スタッフ
- 監督：吉田康弘
- 原案：小林弘利
- 脚本：吉田康弘、小林弘利
- 音楽：きだしゅんすけ
- 主題歌：RAM WIRE「何度も」[1]（ソニー・ミュージックアソシエイテッドレコーズ）
- 挿入歌：竹澤汀「海のみえる街」（ストロボレコード）
- 撮影：千足陽一
- 照明：原由巳
- 録音：照井康政
- 美術：髙橋努
- 衣装：天野多恵
- ヘアメイク：いしいのりこ
- 編集：和田多加
- VFX：スタジオ・バックホーン（鹿角剛）
- ポスプロ：日活スタジオセンター
- 製作者：山口敏功、三木和史、竹村淳子、多井久晃、熊谷典和
- プロデューサー：三木和史
- 共同プロデューサー：梅橋美香
- 宣伝：太秦株式会社
- 製作委員会メンバー：ジェネオン・ユニバーサル・エンターテイメント、ビデオプランニング、ビデオフォーカス、ワコー、テレビ神奈川

## 撮影協力
江ノ島電鉄、藤沢市、葉山町、逗子市、逗子銀座商店街、下妻市総合体育館、高萩市、茨城県立清松高校、小湊鉄道、栃木県立足利工業高校、佐野市立田沼西中学校ほか

## 製作

### 企画
原案・脚本の小林弘利は、2006年の細田守監督のアニメ映画『時をかける少女』が好きなプロデューサーから「ああいうのがやりたい」と相談を受けた。しかし小林は『時をかける少女』の世界観は自分が1984年に書いた小説『星空のむこうの国』をパクっているという思いがあり、「"時かけ"ばかりリメイクしないで、オリジナルを作りませんか」と返事し、脚本を引き受けた。江の島を舞台にしたのはプロデューサーの家があったからで、ロケハンが楽だろうという理由から。タイムスリップの設定等は、小林が好きなジャック・フィニイの小説を取り入れた。大量の花火のアイデアは1985年のアメリカ映画『ファンダンゴ』からの引用。